# Elissa Aalto

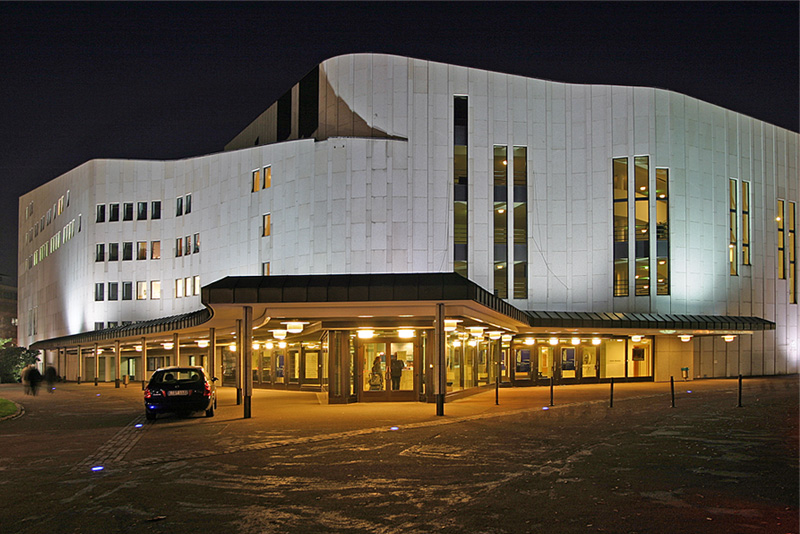
Teatrul din Essen

Elissa Aalto (n. 1922 – d. 1994), născută Elsa Kaisa Mäkiniemi, a fost o arhitectă finlandeză și autoare de scriituri de arhitectură.  A fost căsătorită cu arhitectul Alvar Aalto în partea finală a vieții acestuia. Împreună cu soțul său și cu Harald Deilmann au format un grup arhitectural care a proiectat Teatrul Municipal din Essen, Renania de Nord-Westfalia, Germania.